# Otto von Machland

Wappen der Herren von Perg

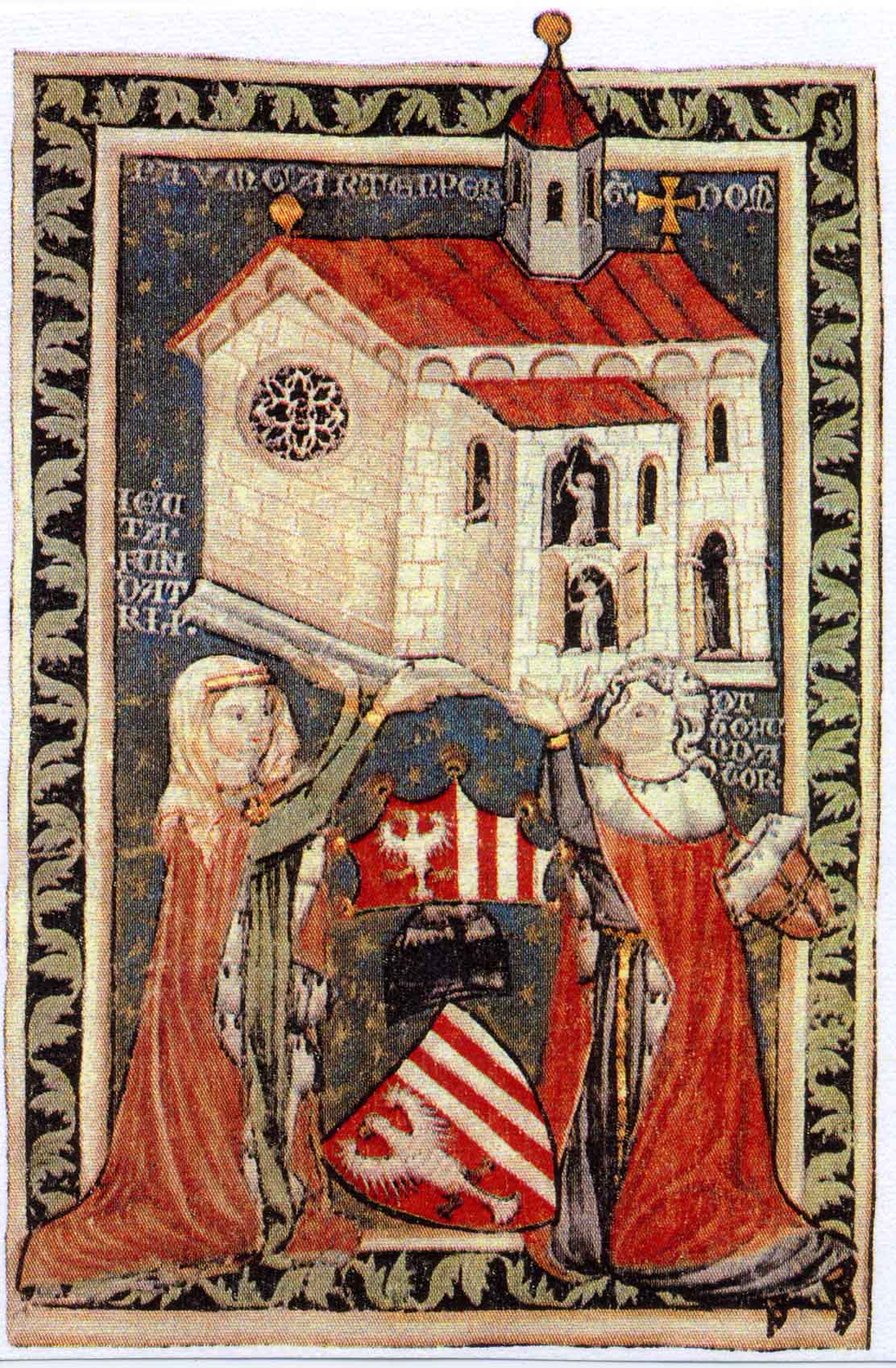
Otto und Jutta von Machland im Baumgartenberger Urbar

Otto von Machland (* 1100; † 24. Dezember 1149) war der bedeutendste Vertreter der Herren von Perg und Machland, die im 11. und 12. Jahrhundert im Gefolge der mit ihnen verwandten Babenberger Markgrafen zu großem Besitz und hohem Ansehen gelangten. Gemeinsam mit seiner Frau Jutta von Peilstein gründete er Stift Baumgartenberg und Stift Waldhausen.

## Leben
Die Abstammung des Otto von Machland ist umstritten. Sein Vater war möglicherweise Hartlieb von Perg oder auch ein Otto, der dann als Otto I. von Machland zu zählen wäre. Der früher diskutierte Friedrich von Lautisdorf kommt nach neueren Erkenntnissen nicht mehr als Ottos Vater in Frage.
Otto von Machland hatte Besitzungen im Machland, im nördlichen Weinviertel, im Kamptal, in der Wachau und im südwestlichen Niederösterreich, im Salzburger Lungau, in Oberbaiern und in Kärnten. Gemeinsam mit seiner Frau Jutta (Jeuta; † 1151) stiftete er 1142 das Klosters Baumgartenberg und 1147 die Burg Säbnich zur Gründung des Augustiner-Chorherrenstiftes am Sarmingstein, das später nach Waldhausen verlegt wurde. Außerdem beschenkte das Ehepaar die Klöster Admont, Erla, St. Florian, Garsten und St. Nikola (Passau).
Otto und Jutta zogen sich gegen Lebensende auf die Passauer Lehensburg Greifenstein an der Donau zurück. Nach Ottos Tod fielen die Besitzungen an seinen Bruder Walchun.
In der Stiftskirche Baumgartenberg erinnert ein Epitaph aus dem 15. Jahrhundert an Otto von Machland.
In einem Diplom des Kaisers Maximilian vom Jahre 1495 wird Otto von Machland fälschlicherweise als Graf bezeichnet.

## Familie
Otto und Jutta hatten keine Nachkommen, möglicherweise ist ein Sohn früh verstorben. 

## Landeswappen

OÖ. Landeswappen

Das Oberösterreichische Landeswappen geht wahrscheinlich auf die Herren von Machland zurück. Eine um 1335 angefertigte Miniatur im Urbar des Klosters Baumgartenberg zeigt Otto und Jutta („Jeuta fundatrix, Otto fundator“) mit zwei Wappen, die sich vom heutigen oberösterreichischen Wappen hauptsächlich in der Färbung unterscheiden. Während die Miniatur im Urbar einen silberner Adler auf rotem Grund darstellt, finden wir im Landeswappen einen goldenen Adler auf schwarzem Hintergrund. Das Machland war seit alters her ein Bestandteil des babenbergischen Herrschaftsgebietes gewesen. Möglicherweise nahm der österreichische Herzog Rudolf IV. dieses Wappen als Vorbild für das Wappen des Landes ob der Enns, um seine Ansprüche auf die Besitzungen der ausgestorbenen Herren von Machland zu bekräftigen.